# Confessions d'un bigame
Pour plus de détails, voir Fiche technique et Distribution.
Confessions d'un bigame (Warum hab' ich bloß 2× ja gesagt?) est une comédie ouest-germano- italienne réalisée par Franz Antel et sortie en 1969.

## Synopsis
L'Italien Vittorio Coppa travaille comme contrôleur de wagons-lits et fait ainsi régulièrement la navette entre Munich et Rome. Comme il pense que le véritable amour n'existe qu'en relation avec le mariage, il s'est marié deux fois en secret. À Rome, il vit avec Teresa, tandis qu'à Munich, sa femme Ingrid l'attend. En allant chez l'autre épouse, il change toujours d'alliance et de portrait sur son pendentif. Pendant les trajets, il résiste à toute tentative de séduction, mais vient en aide à d'autres hommes infidèles, dont von Weiland, qui a une liaison secrète en wagon-lit avec la fille du ministre des Transports Mauro Carlotti, Marisa.
Lorsqu'il est accueilli à Rome par sa femme indignée et de nombreux membres de sa famille qui se plaignent, il pense que son secret a été découvert. C'est pourtant son beau-frère Roberto qui trompe sa femme avec une Allemande. En guise de faux-semblant, Vittorio accuse Roberto et fait l'éloge du sacro-saint idéal du mariage. Teresa est fière de lui et lui coud un bouton sur sa veste, dont Ingrid avait déjà remarqué l'absence à Munich. Ingrid réagit donc avec irritation lorsque le bouton est cousu proprement sur la veste au retour de Vittorio. Elle pense que son mari, lors de son séjour à Rome, passe régulièrement la nuit dans le foyer des contrôleurs, où ne vivent que des hommes. Vittorio prétend avoir déménagé et vivre désormais aux côtés d'une famille. Mais comme Vittorio a également sur lui une boîte de pilules contraceptives — il les administre en secret à Teresa pour éviter une grossesse, tandis qu'Ingrid prend la pilule de son propre chef — elle devient méfiante.
Vittorio doit passer son anniversaire sur la ligne Munich-Rome. Il est attendu par Ingrid à la gare de Rome et se croit d'abord à Munich. Mais Ingrid voulait lui faire une surprise et a pris l'avion pour Rome. Comme Teresa pense à son tour pouvoir fêter l'anniversaire de Vittorio avec lui, une agitation frénétique le prend dans les heures qui suivent. Vittorio réussit d'abord à passer du temps avec les deux femmes grâce à différents subterfuges. Lors d'un dîner avec Ingrid, il rencontre Roberto, qui réagit avec incrédulité lorsqu'Ingrid lui est présentée comme l'épouse de Vittorio.
Soudain, Vittorio reçoit la nouvelle que les cheminots sont en grève et qu'il n'y a plus de trains. Une fois, une telle grève a duré plus de deux semaines, c'est pourquoi Vittorio réagit rapidement : il devient un militant jaune actif contre la grève et tient à la gare des discours si engagés contre l'arrêt de travail que le syndicat finit par renoncer à la grève. Les trains circulent à nouveau et Ingrid retourne à Munich le lendemain. C'est finalement l'employeur de Vittorio, Weichbrodt, qui découvre le secret. Il appelle Teresa et la persuade qu'elle habite en fait à Munich. Roberto informe Teresa que Vittorio a une deuxième femme à Munich, et Teresa se rend alors à Munich. Ingrid pense qu'elle est la nouvelle femme de chambre. Un peu plus tard, Vittorio apparaît et est le premier à voir Teresa. Il se croit à Rome, mais Ingrid apparaît un peu plus tard et Vittorio est rassuré d'être vraiment à Munich comme il le pensait initialement. Teresa révèle alors à Ingrid qu'elle aussi est l'épouse de Vittorio. Les deux femmes donnent alors une leçon à Vittorio et le perturbent tellement qu'il ne sait plus où il en est.
Il continue cependant d'assurer son service de contrôleur de wagons-lits et, à son arrivée à Rome, il est convoqué chez le ministre des Transports Mauro Carlotti. Celui-ci veut le remercier d'avoir brisé la grève et d'avoir ainsi rendu service au gouvernement, mais Vittorino pense qu'il doit être accusé de double mariage. Il avoue à Mauro qu'il est marié à deux femmes. Peu après, il est jugé au tribunal. En fait, il est impossible de déterminer lequel des deux mariages est valable. Tous deux ont été conclus le même jour et l'acte de mariage ne mentionne aucune heure. Avant que le juge ne puisse déclarer les deux mariages valables, Serafina, la véritable épouse de Vittorio, qu'il avait épousée bien avant Ingrid et Teresa, apparaît. Vittorio est condamné à un an de prison. Libéré, son nouvel itinéraire est désormais Rome-Paris. Peu après, on voit Vittorio bras dessus bras dessous avec sa nouvelle seconde épouse, désormais parisienne.

## Fiche technique
- Titre français : Confessions d'un bigame ou Profession : Bigame
- Titre original allemand : Warum hab' ich bloß 2× ja gesagt? ou Der liebestolle Schlafwagenschaffner ou Doppelt verheiratet hält besser[1]
- Titre italien : Professione bigamo[2]
- Réalisateur : Franz Antel
- Scénario : Kurt Nachmann, Günter Ebert, Vittorio Vighi, Mario Guerra
- Photographie : Hanns Matula
- Montage : Arnfried Heyne
- Musique : Gianni Ferrio
- Société de production : Fida Cinematografica, Terra Filmkunst
- Pays de production :  Allemagne de l'Ouest -  Italie
- Langue originale : allemand
- Format : couleurs par Eastmancolor - 2,35:1 - Son mono - 35 mm
- Durée : 99 minutes
- Genre : comédie
- Dates de sortie :
  - Autriche : août 1969
  - Allemagne de l'Ouest : 5 septembre 1969
  - Italie : 11 octobre 1969

## Distribution
- Lando Buzzanca : Vittorio Coppa
- Raffaella Carrà : Teresa
- Teri Tordai : Ingrid
- Peter Weck : de Weiland
- Andrea Rau (it) : Marisa Carlotti
- Ann Smyrner : Püppi
- Jacques Herlin : Dr. Pellegrini
- Edith Hancke : Femme de ménage
- Fritz Muliar : Johann
- Rainer Basedow : Alex
- Judith Dornys : Luisa, la sœur de Teresa
- Franco Giacobini : Roberto
- Barbara Zimmermann : La maîtresse de Roberto
- Gert Wiedenhofen : Cesare
- Heinz Erhardt : Weichbrodt
- Willy Millowitsch : Mauro Carlotti, ministre des transports
- Raoul Retzer : Raimondo
- Elisabeth Fallenberg : Assistante médicale
- Leopoldo Valentini : Juge
- Aldo Rendine : Le père de Teresa
- Clara Auteri Pepe : L'amie de Teresa
- Cinzia Sistopaoli : la nièce de Teresa
- Grazia Di Marzà : Serafina Anzalone
- Calogero Azzaretto : Le frère de Serafina
- Mimo Billi : le réceptionniste